# بهیار
بهیار (به انگلیسی: Practical Nurse) عضوی از گروه پرستاری است، که در امر مراقبت و درمان بیماران مشارکت دارد.
از لحاظ سازمانی بهیار عضوی از کادر پرستاری است که زیر نظر پرستار و همچین پزشک مشغول انجام وظیفه مطابق شرح وظایف مصوب می‌باشد.
در تعریف رسمی بهیاری این گونه تعریف می‌شود: «بهیاری بعنوان یکی از شاخه‌های علوم و خدمات پزشکی آمیزه‌ای است از دانش پرستاری، مهارت فنی و اخلاق و عواطف انسانی و انضباط ویژه که در قالب شرح وظایف خاص خدمات بهداشتی درمانی در بیمارستان‌هاودرمانگاهها، مراکز توانبخشی، آسایشگاه‌ها، اورژانسها و مراکز بهداشتی درمانی به مددجویان ارائه خدمات می‌نمایند. یا به عبارت دیگر بهیار فرد حرفه ای است که دوره سه ساله دبیرستان بهیاری را با موفقیت به پایان رسانده است و به گرفتن مدرک دیپلم بهیاری نائل آمده است در گروه پرستاری،بهیار زیر نظر پرستاری یا سایر اعضای گروه پزشکی انجام وظیفه می‌کند.
مدت دوره: سه سال + شش ماه تا یک‌سال